# Връшка чука (защитена местност)
Вижте пояснителната страница за други значения на Връшка чука.
Връшка чука е защитена местност в България, обхващаща възвишението Връшка чука.
На 4 ноември 1986 г. възвишението е обявено за пиродна забележителност с площ от 67,6 хектара. На 21 август 2003 г. статутът е променен на защитена местност. На 4 декември 2009 г. площта на местността е увеличена на 68,28 хектара. Целта на защитата е опазването на редки растителни видове като български ерантис, тъмнопурпурна метличина, томасиниев минзухар, ничичово прозорче и други.
В защитената местност се забранява:
- строителство, разкриване на кариери и други дейности, с които се изменя естествения облик на местността или водния режим;
- късане и изкореняване на растенията, бране на липов цвят и други билки;
- палене на огън и опожаряване на растителността;
- реконструкция на широколистните насаждения и залесяване на поляните и други открити площи;
- паша на домашни животни и добив на сено;
- отгледни и санитарни сечи в периода от 1 септември до 30 декември;
- събиране на хербариен материал или на живи растения и репродуктивни органи с писмено разрешение на Комитета за опазване на природата.[1]